# (32346) 2000 QS99
2000 QS99 (asteroide 32346) é um asteroide da cintura principal. Possui uma excentricidade de 0.04763390 e uma inclinação de 6.15850º.
Este asteroide foi descoberto no dia 28 de agosto de 2000 por LINEAR em Socorro.